# Хадж

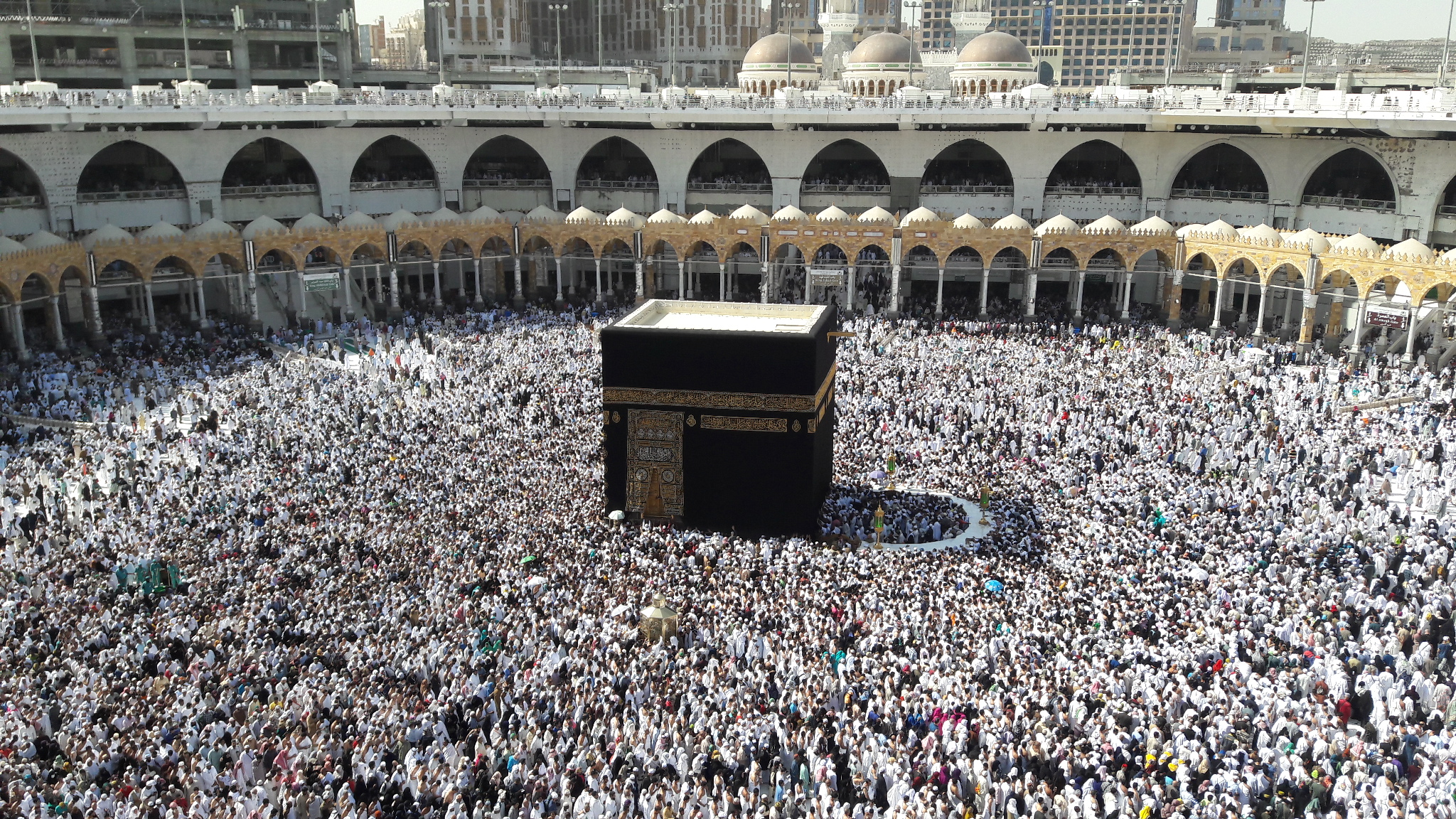
Хадж в 2019 году

Хадж или Хаджж (араб. حَجّ‎) — паломничество, связанное с посещением Мекки (Мечеть аль-Харам) и её окрестностей (гора Арафат, долины Муздалифа и Мина) в определённое время. Хадж является пятым столпом ислама после шахады, молитвы (намаз), милостыни (закят) и поста (саум).

## Этимология
В буквальном переводе с арабского языка означает «стремление, намерение или стремление к прославленному» и «возвращение, возобновление»:

так как хаджи́ (человек, совершающий хадж) следует вокруг Дома (Каабы) совершить обход, после определённого времени вновь возвращается, чтобы совершить обход, затем направляется к долине Мина и после завершения всех обрядов опять возвращается к Дому для совершения прощального обхода.

## Хадж как шариатский термин
В терминологическом значении шариата хадж означает — специальное действие, совершаемое в определённое время, в определённом месте и определённым образом. Аллах Всевышний (в Коране) вменил хадж в обязанность каждого мусульманина, что подтверждается сунной Его посланника и единодушным мнением улемов.
Совершается в начале двенадцатого месяца мусульманского лунного календаря, вследствие чего этот месяц и получил название «зу-ль-хиджжа», то есть «обладающий паломничеством».

## История обрядов
История обрядов хаджа, согласно мусульманским преданиям, восходит к пророку Адаму и его жене Хавве (Адам и Ева) — после их изгнания из рая Адан (Эдем), они встретились на горе Арафат (стояние на горе Арафат является одним из обязательных обрядов и кульминацией хаджа) — а также Ибрахиму (Аврааму), и его сыну Исмаилу (Измаил), которого он должен был принести в жертву, но Аллах воспротивился человеческой жертве. И дабы почтить память о приношении в жертву, было приказано устроить великое жертвоприношение, принеся в жертву жертвенное животное. Испытав веру Своего пророка Ибрахима (Авраама), Аллах не только сохранил ему сына, но и явил, что Ему не нужны кровавые человеческие жертвы.

Не дойдёт до Аллаха ни Их мясо, ни Их кровь, но дойдёт до Него богобоязненность Ваша. Так Он подчинил их Вам, чтобы Вы возвеличивали Аллаха за то, что Он вывел Вас на прямой путь, а ты обрадуй делающих добро!

В настоящее время мусульмане всего мира празднуют великий праздник жертвоприношения в десятый день месяца зуль-хиджа — Курбан-байрам (тюрк.) или Ид аль-Адха (араб.), который отсутствует в остальных авраамических религиях, бытуя только в исламе.
На протяжении веков смысл и традиции этого праздника были забыты и вновь восстановлены Мухаммедом.
Согласно учению ислама, хадж должен совершить хотя бы один раз в жизни каждый мусульманин, который в состоянии это сделать. Если человек в силу уважительных причин не может сам совершить паломничество, он имеет право послать вместо себя другого человека, называемого «вакиль аль-хадж», оплатив ему все необходимые расходы (но таким человеком в некоторых мазхабах может быть лишь тот, кто уже ранее совершал хадж). Вплоть до середины первой половины XX века, после отделения Хиджаза от Османской империи, число паломников было невелико: в 1926 году — 150 тыс. человек, в 1933 году — 20 тыс. человек.

## Суть хаджа
- С точки зрения ислама, хадж является одним из самых наилучших деяний для мусульманина. «Пророка Мухаммеда спросили: „Какое дело является наилучшим?“ Он ответил: „Вера в Аллаха и Его посланника“. Его спросили: „А после этого?“ Он ответил: „Борьба на пути Аллаха“. Его снова спросили: „А после этого?“ Он ответил: „Безупречный хадж“».
- Хадж является одним из видов джихада.
- Паломники являются гостями Всевышнего Аллаха.

Посланник Аллаха сказал:

Паломники, совершающие хадж и умру, являются гостями Аллаха Всевышнего, ибо поистине если они призовут к Нему, то Он ответит им, если они станут каяться перед Ним, то Он простит их.

Посланник Аллаха также сказал:

Гостями Всевышнего Аллаха являются три категории людей: паломники, совершающие хадж и умру и воины.

### Паломничество, совершаемое за долги
Сообщается, что сахаба Абдуллах ибн Абуа сказал:

Однажды я спросил посланника Аллаха, да благословит его Аллах и приветствует, о человеке, не совершающем хадж, «или ему нужно взять в долг, чтобы совершать хадж?». Пророк да благословит его Аллах и приветствует, сказал: «Нет».

Это означало, что человеку необязательно совершать паломничество за долги, если у него проблемы с финансами.
Согласно канонам, деньги на хадж, включая на дорогу, проживание и пропитание, должны быть заработаны исключительно честным путём, иначе хадж будет недействительным (за него не будет получен Саваб).

## Время проведения хаджа
Время проведения хаджа определяется по Исламскому календарю (календарю хиджры), в основе которого лежит лунный год.
Каждый год хадж проводится в течение пяти дней, начиная с 8 и заканчивая 12 днём месяца Зуль-хиджи, последнего месяца исламского года. 9-й день Зуль-хиджи называется «День Арафат» и считается днём хаджа.
Следующая таблица показывает даты хаджа по григорианскому календарю, в соответствии с 9-м днём Зуль-хиджи:
| 2011     | 2012       | 2013       | 2014      | 2015        | 2016        | 2017       | 2018       | 2019       | 2020    | 2021    | 2022   | 2023    | 2024    |
| -------- | ---------- | ---------- | --------- | ----------- | ----------- | ---------- | ---------- | ---------- | ------- | ------- | ------ | ------- | ------- |
| 5 ноября | 25 октября | 14 октября | 3 октября | 22 сентября | 10 сентября | 31 августа | 20 августа | 10 августа | 30 июля | 19 июля | 8 июля | 27 июня | 14 июня |

Поскольку исламский календарь является лунным, его год на 11 дней короче григорианского, поэтому даты проведения хаджа меняются из года в год. Таким образом каждый год паломничество начинается на 11 (реже 10) дней раньше, чем в предыдущем году по григорианскому календарю. Такое различие допускает возможность того, что хадж будет проходить два раза за один григорианский год, подобное происходит каждые 33 года. Последний раз это явление наблюдалось в 2006 году.

## Виды паломничества (ихрама)
Существуют три вида обрядов, связанных с выполнением священной обязанности — хаджа и умры, в частности:
- Ифрад — верующий входит в состояния ихрама с целью совершения только одного хаджа;
- Таматту — верующий входит в состояния ихрама с целью совершения умры, после завершения всех действий, связанных с умрой, паломник освобождается от состояния ихрама, а затем восьмого числа месяца зуль-хиджа начинает действия хаджа, вступая в состояния ихрама в Мекке;
- Кыран — верующий соединяет вхождение в состояние ихрама, связанного с хаджем, с вхождением в состояние ихрама, связанного с умрой, с намерением совершить хадж и умру вместе из миката одновременно или сначала совершая умру, а затем хадж, или наоборот. По данному вопросу не существует единого мнения учёных-богословов;
- Умра (отдельно).

Передают со слов Аиши:

В год прощального паломничества мы выехали в Мекку вместе с посланником Аллаха, да благословит его Аллах и приветствует. Некоторые из нас вошли в состояние ихрама, намереваясь совершить (только) умру, другие — хадж, и умру, третьи — (только) хадж, а посланник Аллаха, да благословит его Аллах и приветствует, объявил о своем намерении совершить хадж. И что касается объявивших о своем намерении совершить хадж с умрой, то они не вышли из состояния ихрама до дня жертвоприношения.

Среди учёных-богословов нет единого мнения относительно того, какой из видов паломничества (ихрама) является наилучшим, но едины во мнении, что хадж разрешается совершать вышеупомянутыми видами. Кроме того, богословы также не едины во мнении, какой из видов паломничества совершал Мухаммад.

## Обязательные условия совершения хаджа и умры
Имеется ряд обязательных условий, при выполнении которых становится возможно совершение хаджа и умры. Считается, что этими условиями является следующие:
1. Исповедание ислама является обязательным, поскольку немусульманину или кафиру запрещается совершение хаджа и умры. Совершение хаджа и умры запрещается мусульманину, отступившемуся от истинной веры ислама (муртад).
2. Булуг (зрелость): поскольку маленьких детей, не достигших зрелости, шариат не обязывает совершать хадж и умру. Если ребёнок разумный и совершил хадж и умру или одно из этих действий, то его паломничество будет считаться действительным. Несмотря на это, ребёнок не поймёт всего смысла паломничества, и в будущем проведение паломничества является обязательным.
3. Акл (здравость рассудка): паломничество следует совершать в здравом уме. Хадж и умра умалишённого или недееспособного человека недействительны.
4. Хуррия(т) (свобода): рабу или находящемуся в заключении также не вменяется в обязанность совершать паломничество к святым местам.
5. Иститоа(т) (возможность совершения): возможность совершения мусульманином обряда хаджа и умры в соответствии со словами Аллаха:

Обязанностью людей по отношению к Аллаху является совершение хаджа к Дому для тех, кто в состоянии это сделать.

Иститоа(т) делится на две части:
- Возможность, касающаяся мужчин и женщин;
- Возможность, касающаяся только женщин.

### Возможность, касающаяся мужчин и женщин
- Здоровье. По мнению богословов ханафитского и маликитского мазхабов, здоровье является условием обязательности (шурут вуджубих), поэтому тем, кто лишён здоровья, совершать хадж необязательно.
- Свобода личности. Если имеется опасность захвата в плен или в заложники, то человеку не вменяется в обязанность совершение хаджа или умры.
- Безопасность дорог.
- Наличие транспорта.
- Возможность оплатить поездку.

### Возможность, касающаяся женщин
Сопровождение выполняется мужем или близким родственником (брат, отец, дядя), которому в силу родства запрещено жениться на женщине.
Часть исламских богословов считает, что для совершения обрядов хаджа или умры женщинам необходимо иметь сопровождающего (махрама). Другие полагают, что женщина может совершать хадж в составе группы, основываясь на том, что Аиша, жена пророка Мухаммада, совершала хадж после смерти своего мужа в сопровождении Абдуллаха ибн Умара, который не являлся её родственником. В настоящее время посольство Саудовской Аравии не выдаёт виз женщинам моложе 45 лет, если они не имеют сопровождающего.

Таваф — ритуальный обход против часовой стрелки вокруг расположенной во внутреннем дворе мечети аль-Харам Каабы во время хаджа

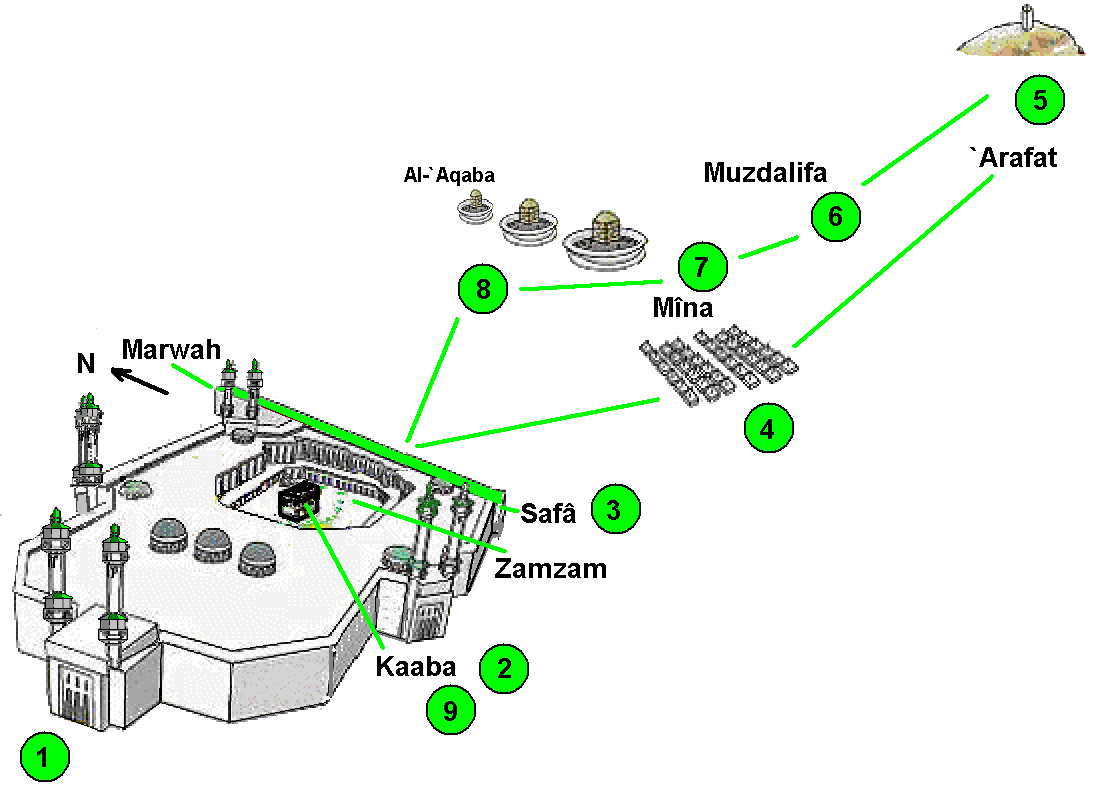
Карта хаджа

## Столпы хаджа
По мнению богословов маликитского и ханбалитского мазхабов, хадж состоит из четырёх столпов, при невыполнении которых становится недействительным.
- «Аль-ихрам»: представляет собой намерение приступить к исполнению обрядов хаджа;
- «Таваф аз-зияра», также называют «таваф аль-ифада»: представляет собой семикратный обход вокруг Каабы;
- «Вукуф би-Арафа»: представляет собой стояние на горе Арафат в соответствующее время;
- «Сай байна ас-Сафа ва аль-Марва»: представляет собой бег между холмами ас-Сафа и аль Марва.

Богословы ханафитского мазхаба считают, что:
- Ихрам — это условие, необходимое для того, чтобы хадж был действительным;
- Таваф — это также один из столпов хаджа. Паломник, четыре раза выполнив обход вокруг Каабы, тем самым выполняет один из столпов хаджа, а оставшиеся три являются обязательными действиями при совершении хаджа, то есть ваджиб.
- Сай — это одно из обязательных действий при совершении хаджа, то есть ваджиб.
- Арафат — это также один из столпов хаджа; то есть, по мнению богословов ханафитского мазхаба, хадж имеет два столпа (таваф и Арафат), несовершение которых делает хадж недействительным.

Богословы шафиитского мазхаба согласны с богословами маликитского и ханбалитского мазхабов, добавляя при этом ещё два столпа:
- удаление трёх волос с головы частично или полностью и с условием, что это действие будет совершено после стояния на горе Арафат и после второй половины «ночи жертвоприношения» — «праздничная ночь»;
- последовательность действий — ихрам будет предшествовать остальным действиям, стояние на горе Арафат будет предшествовать действию «Таваф аль-Ифада» и удалению волос, действие тавафа будет предшествовать действию сая.

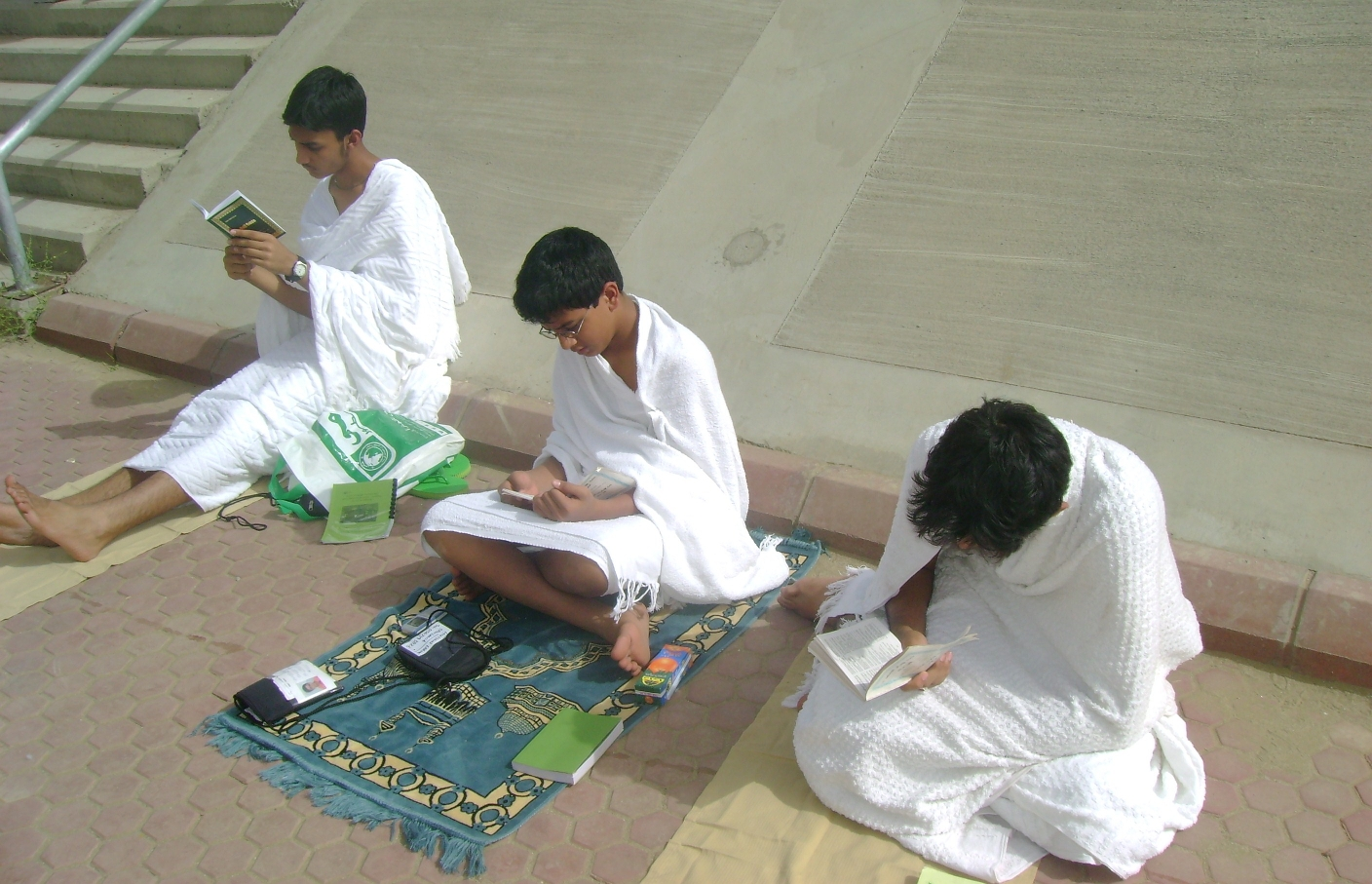
Паломники в долине Арафата

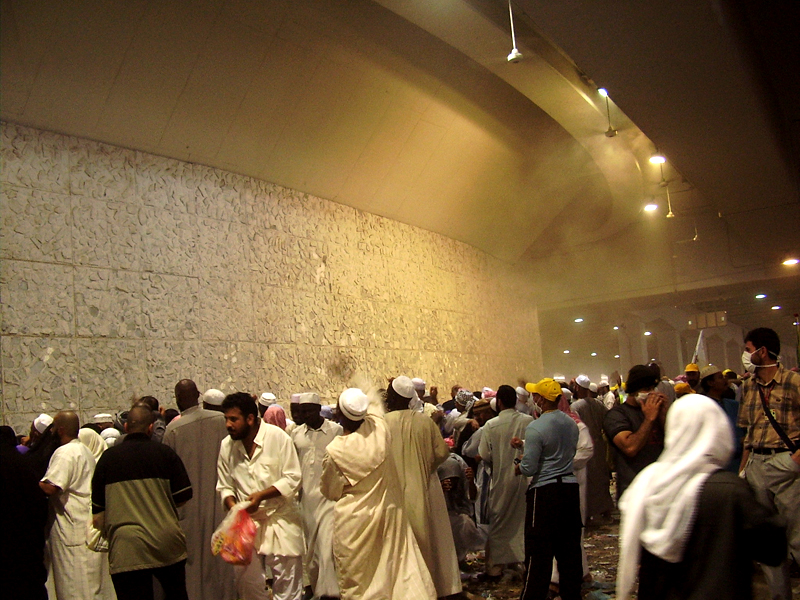
Джамрат аль-акаба

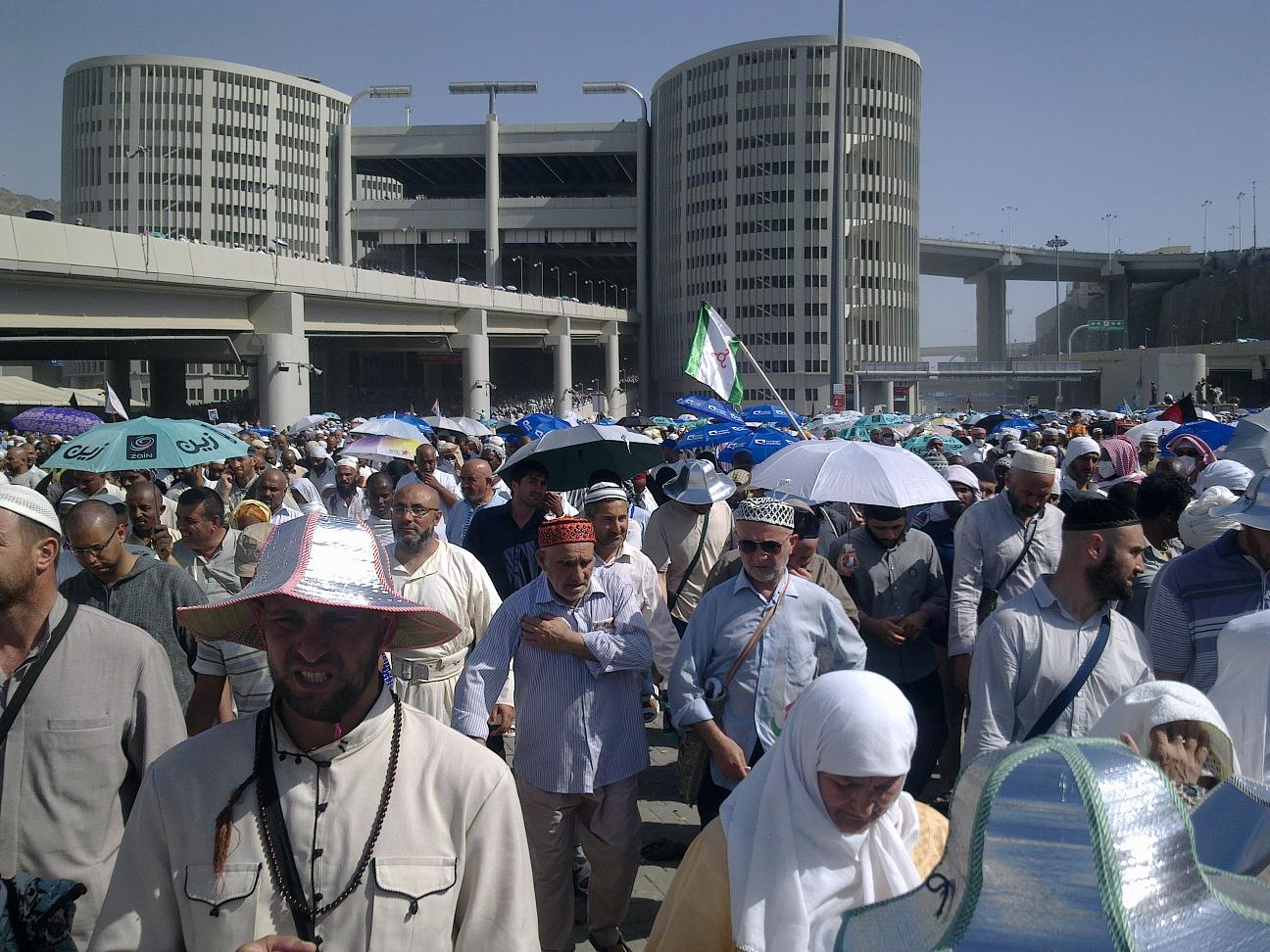
Долина Мина, паломники покидают Джамараты и возвращаются в Мекку

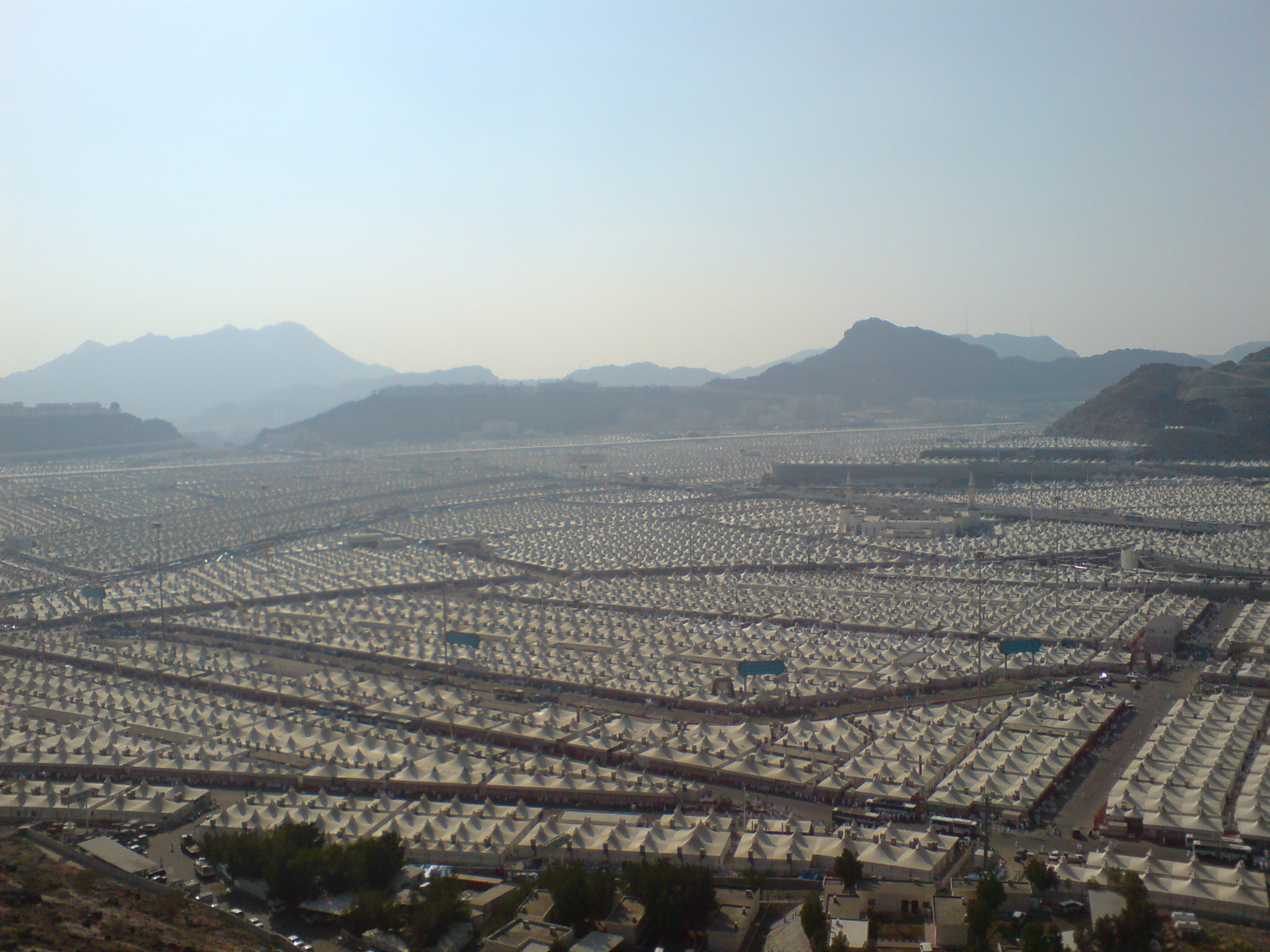
Палаточный городок паломников в долине Мина рядом с Меккой

## Последовательность хаджа
1. Облачение в ихрам. Пройдя микат (это специальные места, обозначающие границу территории, внутрь которой верующие, с разных концов света (афак) прибывающие в Харам-и Шариф, не могут пройти, не войдя в состояние ихрам), мусульманин совершает молитву и произносит особое обращение к Аллаху (тальбийа): «Вот я перед Тобой, Господи! Нет у Тебя сотоварища! Вот я перед Тобой! Воистину, хвала Тебе, милость и могущество! Нет у Тебя сотоварища!» С этого момента считается, что он вошёл в состояние ихрама.
2. 7-й день зуль-хиджа — первый обход вокруг Каабы паломники входят в мечеть Масджид аль-Харам босыми, с правой ноги через Врата мира (Баб ас-Салам) и следуют к «черному камню»: они целуют его или касаются рукой . В 7-й день зу-ль-хиджжа в Запретной мечети читается проповедь (хутба), в которой говорится об обязанностях паломников, совершающих хадж.
3. Сай — семикратный бег между холмами Сафа и Марва.
4. После этого паломники направляются к священному колодцу Замзам и дважды берут из него воду: сначала её пьют, а затем обливают тело с головы до ног.
5. Молитвенное стояние в долине Арафат — вукуф. На 9-й день совершается центральный обряд хаджа — стояние у горы Арафат (вукуф). Он начинается в полдень, сразу после прохождения Солнцем точки зенита и завершается перед его заходом. Здесь паломники слушают проповедь (хутбу) и совершают молитву, обращённую к Аллаху: «Здесь я служу Тебе, Господи!» Эта молитва читается многократно и громким голосом
6. 10-го зу-ль-хиджжа (на следующий день) паломник держит путь в долину Мина, где бросает семь камней, подобранных в Муздалифе, в последний из трёх столбов (джамрат аль-акаба), символизирующий Сатану, который по преданию преграждал путь Ибрахиму, когда он направлялся на молитву. Совершая этот обряд побивания камнями Шайтана, мусульмане мысленно посвящают себя Аллаху и обещают приложить все усилия для изгнания бесов из своей жизни.
7. В тот же день начинается Курбан-байрам. Совершив жертвоприношение, паломники обривают или коротко подстригают волосы и укорачивают бороды; женщины отрезают прядь волос. Сбритые и состриженные волосы закапываются в землю в долине Мина.
8. «Прощальный» обход вокруг Каабы (таваф аль-вада).

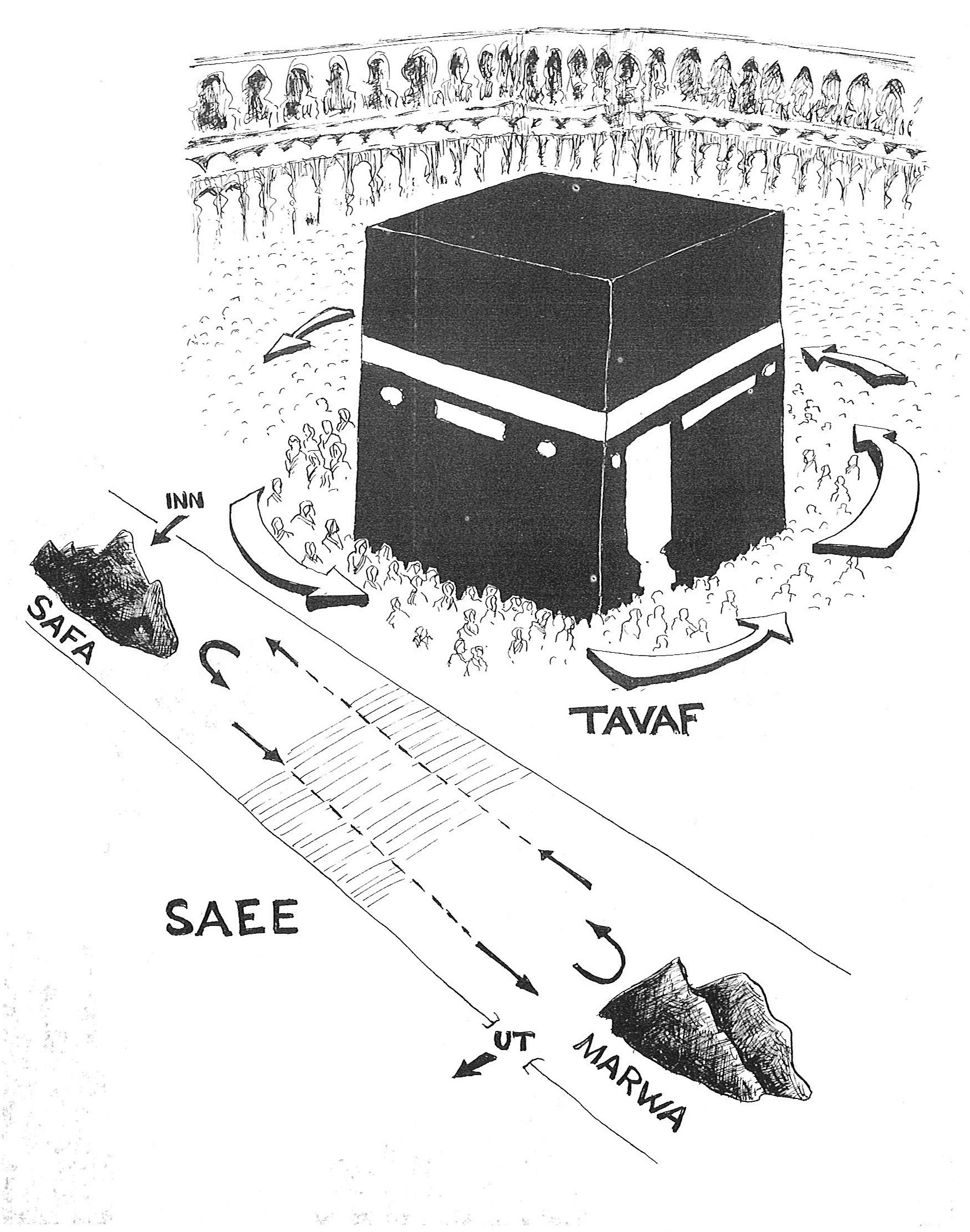
Направление обхода вокруг Каабы

В течение трёх дней, с 11-го по 13-е зу-ль-хиджжа (айям ат-ташрик), паломники продолжают совершать жертвоприношения и вновь посещают долину Мина, где бросают камешки уже во все три столба (джамрат аль-ула, джамрат аль-вуста и джамрат аль-акаба).
Все обряды хаджа оканчиваются 14-го зу-ль-хиджжа. Паломники выходят из состояния ихрам и обретают титул хаджи.
Многие после совершения хаджа посещают в Мекке места, связанные с памятью о пророке Мухаммеде. Одним из таких почитаемых мест является Гора Света (Джабаль ан-Нур), у вершины которой расположена пещера Хира, где пророку Мухаммеду было ниспослано первое откровение Корана. Затем паломники отправляются в Медину, чтобы посетить могилу пророка и его ближайших сподвижников — праведных халифов Абу Бакра, Омара и Османа. По пути они останавливаются в городе Таифе, где Мухаммед скрывался от преследования мекканских язычников корейшитов. В этом городе расположена знаменитая мечеть Аббаса (дяди Пророка), где паломники совершают совместную молитву.
Прибыв в Медину, паломники направляются в Мечеть Пророка (Масджид ан-Наби) — вторую по значению после Запретной Мечети в Мекке. Первым делом совершается молитва приветствия мечети в два ракаата как и при входе в любую другую мечеть. Посещение могилы происходит следующим образом: посетитель подходит к благородной могиле, поворачивается к ней лицом и говорит: Мир тебе, о Посланник Аллаха, потом на полшага отходит вправо и приветствует Абу Бакра, говоря: «Мир тебе, о Абу Бакр», а после еще делает полшага вправо и приветствует Омара: «Мир тебе, о Омар». Запрещено делать обход вокруг этих и других могил, совершать молитву в их сторону или между ними, совершать поклонение, читая Коран или произнося мольбы или прочее, так как все упомянутые действия являются путями многобожия и превращения могил в мечети, даже если над ними не построена мечеть.
Затем паломники посещают две знаменитые мечети — Куба и ат-Таква. Совершив малое омовение (вуду) в месте проживания, паломники направляются в мечеть Куба, следуя наставлению пророка Мухаммеда: «Кто очистится в своём доме, затем придет в мечеть Куба и совершит в ней молитву, будет вознагражден так же, как и за умру». Согласно традиции, сам пророк посещал эту мечеть каждую субботу, когда жил в Медине. Другая мечеть, ат-Таква, была построена ещё во времена первого вступления Мухаммеда в Медину: она известна тем, что имеет два михраба (михраб — ниша в мечети, указывающая киблу) — один из них обращён в сторону Мекки, другой — в сторону Иерусалима.
Паломники-мужчины поднимаются на гору Джабаль ат-Таур, где пророк Мухаммед скрывался от преследований мекканцев, посещают кладбище Джаннат аль-Баки, на котором похоронены члены семьи Мухаммеда: дочь Фатима, внук Хасан и праведный халиф Осман, а также могилы павших за веру в битве при Ухуде.
Возвращаясь домой, паломник (хаджи) надевает зелёную чалму и длинную белую одежду (галабея), что символизирует совершение хаджа. Родные и близкие паломника устраивают ему торжественную встречу, которая сопровождается праздничным угощением.
Многие мусульмане по возможности повторяют хадж и даже совершают его многократно.

## Маршруты хаджа
До конца XIX века паломники со всех концов исламского мира сначала направлялись в его главные центры (Багдад, Куфа, Басра, Дамаск, Каир, Стамбул). В этих городах собирались огромные караваны, которые направлялись в Мекку.
В 1869 году был построен Суэцкий канал и стало популярным добираться до Мекки по морю. Последний официальный хадж-караван из Каира в Мекку отправился в 1883 году.
В XIX веке мусульмане Российской империи добирались до Мекки, как правило, тремя основными маршрутами:
- по Закавказью и северной части Персии через узловой пункт Керманшах и пограничный с Османской империей город Ханекин, по направлению на Багдад — с посещением памятных для шиитов мест Казвина, Кербелы, Неджефа, а затем далее через пески Аравии — в Мекку и Медину (ежегодно около 12-15 тысяч человек);
- через Самарканд и Бухару в Афганистан, затем через Мазари-Шариф, Кабул и Пешавар в Бомбей, а оттуда морем — в Джидду или Янбу-эль-Бахр, служившие гаванями для Мекки и Медины (ежегодно около 4-7 тысяч человек, в основном жителей Средней Азии);
- из портов Чёрного моря через Стамбул и Суэцкий канал в Джидду или Янбу-эль-Бахр, а оттуда — в Мекку и Медину (ежегодно около 2-3 тысяч человек: татары, кавказские сунниты и близкие к внутренней России казахи).

В настоящее время паломники прибывают, как правило, воздушным транспортом, через Международный аэропорт имени короля Абдул-Азиза вблизи Джидды или Международный аэропорт имени принца Мохаммеда бин Абдул-Азиза в Медине. Число паломников, прибывших в 2017 году на хадж воздушным путем, составило 1 648 906 человек.

## Трагедии во время хаджа

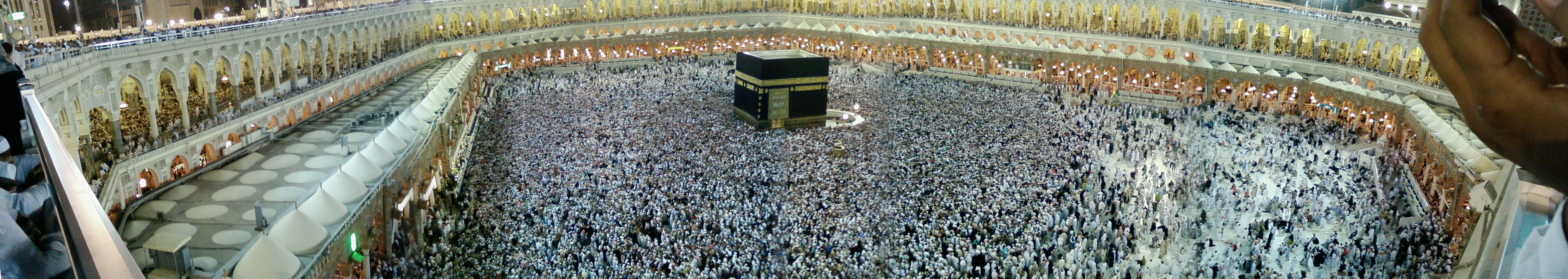
Панорама Мечети Масджид аль-Харам во время хаджа

- 1987 год — 400 человек погибли в ходе столкновений полиции с участниками демонстрации в поддержку Ирана[15].
- 1990 год — 1427 паломников погибли в пешеходном туннеле, ведущем из Мекки в палаточный город Мина[15][16].
- 1994 год — 270 погибли в давке[15][16].
- 1997 год — 343 паломника погибли и около 1500 ранены в результате пожара[15][17].
- 1998 год — 118 человек погибли в давке[16].
- 2001 год — 35 человек погибли в давке[16].
- 2004 год — 251 погибли в давке во время обряда побиения Шайтана[15][16].
- 2006 год — 345 погибли в давке[фр.] во время обряда побиения Шайтана[16].
- 2015 год — не менее 2236 человек (а по некоторым данным — более 4,1 тыс.) погибли в давке во время обряда побиения Шайтана.
- 2024 год — более 1300 человек умерло от обезвоживания и физического истощения на фоне сильной жары, за медицинской помощью обратилось 465 тысяч паломников[18].